# Cynoglossus sinusarabici
Cynoglossus sinusarabici es una especie de pez de la familia Cynoglossidae en el orden de los Pleuronectiformes.

## Distribución geográfica
Se encuentran en las  costas del Mar Rojo, Canal de Suez e Israel.